# عبدالهادی التازی

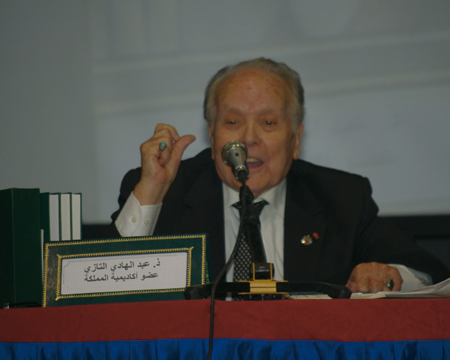
استاذ التازی

عبدالهادی التازی (زادهٔ ۱۵ ژوئن ۱۹۲۱ – مرگ ۲ آوریل ۲۰۱۵) زبان‌شناس و تاریخ‌دان مشهور معاصر عرب بود که مدتی هم‌زمان با انقلاب ۱۳۵۷ ایران سفیر پادشاهی مراکش در تهران بوده‌است. از وی دست‌کم یکصد اثر چاپ شده است. وی از جمله کسانی است که در مورد جغرافیای خلیج فارس و فرهنگ ایرانیان کتاب نوشته و از نام خلیج فارس دفاع کرده‌است. التازی همچنین کتابی تحت عنوان ایران بین الیوم و امس نوشته که نگاهی به روابط فرهنگی ایران و مغرب دارد.
التازی مصصح سفرنامه ابن بطوطه است و در حاشیه سفرنامه توضیحات جالبی در مورد شهرها و آبادی‌های یاد شده در سفرنامه ارائه می‌کند.
Rihla (عربی: تحفة النظار في غرائب الأمصار وعجائب الأسفار Tuḥfat An-Naẓār Fī Gharā'ib Al-Amṣār Wa ʻAjā'ib Al-Asfār -

## تالیفات
- آداب لامیة العرب
- أعراس فاس
- جولة فی تاریخ المغرب الدبلوماسی
- تاریخ العلاقات المغربیة الأمریکیة
- جامع القرویین المسجد الجامعة بمدینة فاس
- لیبیا من خلال رحلة الوزیر الاسحاقی
- قصر البدیع بمراکش من عجائب الدنیا
- فی ظلال العقیدة
- صقلیة فی مذکرات السفیر ابن عثمان
- التعلیم فی الدول العربیة
- رسائل مخزنیة
- العلاقات المغربیة الإیرانیة
- القنص بالصقر بین المشرق والمغرب
- أوقاف المغاربة فی القدس
- دفاعا عن الوحدة الترابیة
- الرموز السریة فی المراسلات المغربیة عبر التاریخ
- ایران بین الأمس والیوم
- الموجز فی تاریخ العلاقات الدولیة للمملکة المغربیة
- التاریخ الدبلوماسی للمغرب
- الکویت قبل ربع قرن
- الإمام إدریس مؤسس الدولة المغربیة
- المرأة فی تاریخ الغرب الإسلامی